# قائمة العملات التذكارية والميداليات الأمريكية (عقد 1940)

## 1946

### عملات غير متداولة
| الفئة | العملة                              | تصميم الوجه الأمامي | تصميم الوجه الخلفي                 | المعدن            | السكّ                                                 | التوافر | الوجه الأمامي | الوجه الخلفي |
| ----- | ----------------------------------- | ------------------- | ---------------------------------- | ----------------- | ---------------------------------------------------- | ------- | ------------- | ------------ |
| 50¢   | نصف دولار مئوية آيوا                | كابيتول ولاية آيوا  | عُقاب                               | 90% فضة, 10% نحاس | تمت الموافقة على: 100,000 (حد أقصى) غير متداولة: (P) |         |               |              |
| 50¢   | نصف دولار بوكر تي. واشنطن التذكاري ‏ | بوكر تي. واشنطن     | قاعة مشاهير عظماء أمريكا وكوخ خشبي | 90% فضة, 10% نحاس |                                                      | 1946    |               |              |

## 1947

### عملات غير متداولة
| الفئة | العملة                                           | تصميم الوجه الأمامي | تصميم الوجه الخلفي                 | المعدن            | السكّ                          | التوافر | الوجه الأمامي | الوجه الخلفي |
| ----- | ------------------------------------------------ | ------------------- | ---------------------------------- | ----------------- | ----------------------------- | ------- | ------------- | ------------ |
| 50¢   | نصف دولار بوكر تي. واشنطن التذكاري               | بوكر تي. واشنطن     | قاعة مشاهير عظماء أمريكا وكوخ خشبي | 90% فضة, 10% نحاس |                               | 1947    |               |              |
| 50¢   | نصف دولار ذكرى تأسيس ولاية ويسكنسن (تم الاعتراض) |                     |                                    | 90% فضة, 10% نحاس | لم يتم الموافقة أو سكّ أي منها |         |               |              |

## 1948

### عملات غير متداولة
| الفئة | العملة                                | تصميم الوجه الأمامي | تصميم الوجه الخلفي                 | المعدن            | السكّ                          | التوافر | الوجه الأمامي | الوجه الخلفي |
| ----- | ------------------------------------- | ------------------- | ---------------------------------- | ----------------- | ----------------------------- | ------- | ------------- | ------------ |
| 50¢   | نصف دولار بوكر تي. واشنطن التذكاري    | بوكر تي. واشنطن     | قاعة مشاهير عظماء أمريكا وكوخ خشبي | 90% فضة, 10% نحاس |                               | 1948    |               |              |
| 50¢   | نصف دولار مئوية مينيسوتا (تم الإلغاء) |                     |                                    | 90% فضة, 10% نحاس | لم يتم الموافقة أو سكّ أي منها |         |               |              |

## 1949

### عملات غير متداولة
| الفئة | العملة                             | تصميم الوجه الأمامي | تصميم الوجه الخلفي                 | المعدن            | السكّ | التوافر | الوجه الأمامي | الوجه الخلفي |
| ----- | ---------------------------------- | ------------------- | ---------------------------------- | ----------------- | ---- | ------- | ------------- | ------------ |
| 50¢   | نصف دولار بوكر تي. واشنطن التذكاري | بوكر تي. واشنطن     | قاعة مشاهير عظماء أمريكا وكوخ خشبي | 90% فضة, 10% نحاس |      | 1949    |               |              |